# لایحه محافظت از یادمان‌های باستانی ۱۸۸۲
لایحه محافظت از یادمان‌های باستانی ۱۸۸۲ (انگلیسی: Ancient Monuments Protection Act 1882) مصوبه‌ای در پارلمان بریتانیا بود. این لایحه را لاباک، که نمایندهٔ لیبرال میدستون در پارلمان بود، در سال ۱۸۷۳ لایحه‌ای با نام «محافظت از یادمان‌های ملی»{ را در پارلمان مطرح کرد. این طرح رای نیاورد.
لاباک در شش سال آتی هر سال این لایحه را در پارلمان مطرح کرد و هر بار شکست خود. لاباک در یکی از این مجالس متن کامل هفت مشعل معماری دوستش جان راسکین را خواند.
با این حال محافظه‌کاران به رهبری بنجامین دیزرائیلی پیشنهادهای حداقلی لاباک را تهدیدی برای حقوق مالک می‌دیدند.
در نهایت در ۱۸۸۲ و با پیروزی لیبرال‌ها به رهبری ویلیام اوارت گلدستون در انتخابات لایحه محافظت از یادمان‌های باستانی تصویب شد.
نشنال تراست نیز در سال ۱۸۹۵ تأسیس شد.